# Afrikanska mästerskapen i fäktning 2006
Afrikanska mästerskapen i fäktning 2006 arrangerades mellan den 20 och 23 juni 2006 i Casablanca i Marocko. Det var den sjunde upplagan av afrikanska mästerskapen i fäktning.

## Medaljörer

### Herrar
| Gren                  | Guld                                                                        | Silver                                                          | Brons                                      |
| Värja, individuellt   | Muhannad Saif El-Din                                                        | Ahmed El-Kafrawy                                                | Ahmed El-Saghir                            |
| Värja, individuellt   | Muhannad Saif El-Din                                                        | Ahmed El-Kafrawy                                                | Ahmed Nabil                                |
| Värja, lag            | Egypten Ahmed Nabil Ahmed El-Saghir Muhannad Saif El-Din Ahmed El-Kafrawy   | Marocko Rachid Nasrallah Aissam Rami                            | Senegal Cheikh Omar Diallo Abdou Sarr      |
| Florett, individuellt | Tamer Mohamed Tahoun                                                        | Mostafa Nagaty                                                  | Ali Tarek Madgy                            |
| Florett, individuellt | Tamer Mohamed Tahoun                                                        | Mostafa Nagaty                                                  | Mahmoud Mansour                            |
| Florett, lag          | Egypten Ali Tarek Madgy Mahmoud Mansour Mostafa Nagaty Tamer Mohamed Tahoun | Marocko Soufiane Akkouri Aziz Karim                             | Senegal Babacar Kadam Pape Mamadou N'Diaye |
| Sabel, individuellt   | Mohammed Rebai                                                              | Souhaib Sakrani                                                 | Medhat El-Bakry                            |
| Sabel, individuellt   | Mohammed Rebai                                                              | Souhaib Sakrani                                                 | Mahmoud Samir                              |
| Sabel, lag            | Tunisien Hichem Samandi Mohammed Rebai Souhaib Sakrani                      | Egypten Hassan Fawzan Ahmed Anwer Medhat El-Bakry Mahmoud Samir | Senegal Mamadou Keïta                      |

### Damer
| Gren                  | Guld                                                              | Silver                                          | Brons                                     |
| Värja, individuellt   | Mona Abdulaziz                                                    | Rachel Barlow                                   | Khadija Chbani                            |
| Värja, individuellt   | Mona Abdulaziz                                                    | Rachel Barlow                                   | Aminata Ndong                             |
| Värja, lag            | Egypten May Moustafa Mona Abdulaziz Eman Hossam Aya Heshem        | Marocko Khadija Chbani                          | Senegal Aminata Ndong Ndeye Binta Diongue |
| Florett, individuellt | Shaimaa El-Gammal                                                 | Eman El-Gammal                                  | Inès Boubakri                             |
| Florett, individuellt | Shaimaa El-Gammal                                                 | Eman El-Gammal                                  | Iman Shaban                               |
| Florett, lag          | Egypten Shaimaa El-Gammal Eman El-Gammal Iman Shaban Salma Soueif | Marocko Ilham Belfkih Hanane Atif Sara Al-Akkad | Senegal                                   |
| Sabel, individuellt   | Azza Besbes                                                       | Chaima Fathalli                                 | Héla Besbes                               |
| Sabel, individuellt   | Azza Besbes                                                       | Chaima Fathalli                                 | Anna Seck                                 |
| Sabel, lag            | Tunisien Héla Besbes Chaima Fathalli Azza Besbes                  | Senegal Anna Seck Nafi Touré Adja Yacine Sarr   | Marocko                                   |

## Medaljtabell
*   Värdland ( Marocko)
| Nr                  | Nation              | Guld | Silver | Brons | Totalt |
| ------------------- | ------------------- | ---- | ------ | ----- | ------ |
| 1                   | Egypten             | 8    | 4      | 7     | 19     |
| 2                   | Tunisien            | 4    | 2      | 2     | 8      |
| 3                   | Marocko*            | 0    | 4      | 2     | 6      |
| 4                   | Senegal             | 0    | 1      | 7     | 8      |
| 5                   | Sydafrika           | 0    | 1      | 0     | 1      |
| Totalt (5 nationer) | Totalt (5 nationer) | 12   | 12     | 18    | 42     |